# Hogsthorpe
Hogsthorpe è un villaggio e parrocchia civile dell'Inghilterra, appartenente alla contea del Lincolnshire.